# Bracon rhyacioniae
Bracon rhyacioniae är en stekelart som först beskrevs av Muesebeck 1931.  Bracon rhyacioniae ingår i släktet Bracon och familjen bracksteklar. Inga underarter finns listade.